# 神戸市立花谷小学校
神戸市立花谷小学校（こうべしりつ はなたにしょうがっこう）は、兵庫県神戸市須磨区東落合1丁目4-1にある公立小学校。

## 沿革
- 1981年
  - 4月1日 - 神戸市立東落合小学校より分離開校
  - 7月1日 - 校章制定
- 1983年4月1日 - 神戸市立南落合小学校が分離独立

## 通学区域
- 神戸市須磨区[1]
  - 清水台、中落合1 - 2丁目・4丁目、東落合1丁目

## 進学先中学校
- 神戸市立東落合中学校

## 交通アクセス
- 神戸市営地下鉄西神・山手線名谷駅より800m
- 神戸市バス 77・78・84系統「花谷小学校前」より

## 校区内の主な施設
- 兵庫県立須磨東高等学校
- 大丸 須磨店

## 著名な卒業生
- 岩波拓也（プロサッカー選手、J1リーグ・浦和レッズ所属）
- 水原希子（ファッションモデル）
- 水原佑果（ファッションモデル）

## 通学区域が隣接している学校
- 神戸市立東落合小学校
- 神戸市立西落合小学校
- 神戸市立竜が台小学校
- 神戸市立南落合小学校
- 神戸市立妙法寺小学校
- 神戸市立若草小学校